# Cola de mono (película)
Cola de mono es una película chilena de temática LGBT, realizada por Alberto Fuguet en 2018 y estrenada en Chile el 4 de abril de 2019.

## Sinopsis
La historia está ambientada en el 24 de diciembre de 1986, en plena víspera de Navidad. Se desarrolla la cena navideña entre los hermanos Vicente (estudiante de arquitectura) y Borja (17 años, cinéfilo y lector de Stephen King) junto a su madre, Irene, quien enviudó recientemente y realiza la comida de acuerdo a las instrucciones de su esposo que se suicidó. Durante la cinta se desarrolla la exploración sexual de los hermanos con un componente homoerótico, incluyendo el ambiente del cruising y escenas de sexo explícito.

## Reparto
- Santiago Rodríguez Costabal como Vicente
- Cristóbal Rodríguez Costabal como Borja
- Carmina Riego como Irene María Ovando de Díaz
- Benjamín Bou como Isaías
- Diego Nawrath como Guido
- Mauro Vaca como Gaspar
- Daniel Morera como Oscar

## Producción
El estreno mundial de Cola de mono ocurrió en el festival Outfest de Los Ángeles el 15 de julio de 2018. La película también formó parte de la competencia de Cine Chileno en el festival SANFIC de 2018 —en donde obtuvo el Premio del Público—, mientras que su estreno en salas comerciales chilenas ocurrió el 4 de abril de 2019.

## Recepción
La película generó críticas mixtas. Ascanio Cavallo, crítico de cine de El Mercurio, la calificó como «la película más problemática de la filmografía de Alberto Fuguet». Pablo Marín, crítico de La Tercera, la define como «pastichera» y señala:

Cola de mono se juega menos sus cartas en las coordenadas sociales o geográficas, que en los territorios de un pop ochentero puesto al servicio del "desatoramiento" del deseo: así, los guiños visuales y el dejo literario -si no folletinesco- de los parlamentos, sirven a una especie de catarsis retrospectiva.
Pablo Marín, La Tercera, 4 de abril de 2019

Marcelo Morales, del sitio CineChile.cl, señala que la película presenta «un relajo argumental, con personajes cuyas motivaciones no quedan claras, dejando una sensación de que algunas decisiones resultan antojadizas, demasiado calculadas y, finalmente, demasiado livianas».